# Polypedilum zavreli
Polypedilum zavreli är en tvåvingeart som först beskrevs av Jean-Jacques Kieffer 1922.  Polypedilum zavreli ingår i släktet Polypedilum och familjen fjädermyggor.
Artens utbredningsområde är Tjeckien. Inga underarter finns listade i Catalogue of Life.